# Tommy Joe Ratliff
Tommy Joe Ratliff (født 18. oktober 1981) er en amerikansk guitarist og bassist, født og opvokset i Burbank, Californien. Han er bedst kendt som bassist i Adam Lambert band.
Tommy Joe Ratliff har spillet i bl.a følgende bands:
- Drej af Screw
- Eat The Crow
- Clown X
- Exit Music